# MP-412 REX
O MP-412 REX (Revolver for Export; em russo:  MP-412 РЕКС) era um revólver russo de ação dupla/simples projetado pela estatal Izhevsky Mekhanicheskiy Zavod (IZHMEKH), de ação basculante para baixo (break-action) e ejetor automático, com câmara para o cartucho .357 Magnum.

## História
O MP-412 foi projetado na década de 1990 e destinado à exportação. No entanto, nunca entrou em produção; não está claro por que isso ocorreu, embora provavelmente devido ao fechamento de seu maior mercado potencial, os Estados Unidos, por causa de um acordo entre o presidente dos EUA Bill Clinton e o presidente russo Boris Yeltsin na década de 1990, proibindo voluntariamente a importação de armas de fogo de Rússia para os Estados Unidos.

## Projeto e recursos
O MP-412 é incomum por ter uma estrutura basculante, em vez do típico projeto de tambor oscilante da maioria dos outros revólveres modernos. Ele também possui uma estrutura inferior composta, composta de aço com cabo de polímero.